# Mga (stacja kolejowa)
Mga (ros. Мга) – węzłowa stacja kolejowa w miejscowości Mga, w rejonie kirowskim, w obwodzie leningradzkim, w Rosji. Węzeł linii Petersburg - Mga - Wołchow z kolejową obwodnicą Petersburga i z liniami do Budogoszczy i Kirowska.

## Historia
Stacja powstała w czasach carskich na linii z Petersburga do Wiatki, pomiędzy stacjami Sapiornaja i Nazija.